# Brough Superior SS100
La Brough Superior SS 100 es un motocicleta que fue diseñada y fabricada por George Brough en Nottingham (Inglaterra) en 1924. Todos y cada uno de los sesenta y nueve ejemplares de este modelo se ajustaron a los requisitos específicos de cada cliente, por lo que incluso los manillares tienen una forma individualizada.
Las SS100 se produjeron en 1925 a 170 libras (unas 9500 libras de 2018) y Brough las anunció como el "Rolls-Royce de las Motocicletas". La frase fue acuñada por el encargado de revisar las pruebas de carretera de la motocicleta, y la compañía finalmente obtuvo un permiso explícito para usarla después de que un ejecutivo de Rolls-Royce recorriera la fábrica de Brough Superior. Todas las máquinas contaban con la garantía de que eran capaces de alcanzar las 100 mph (161 kilómetros por hora).
La SS100 (SS de Super Sports) fue una de las primeras motocicletas custom, utilizando componentes elegidos de muchos proveedores diferentes. El primer motor (de 1924 a 1936) fue el KTOR JAP de doble cámara (fabricado por J. A. Prestwich) y un V2 (actualizado a un motor Matchless en 1936).
Las cajas de cambios de tres velocidades eran suministradas por Sturmey-Archer, utilizándose la transmisión por cadena. Brough desarrolló unas horquillas del tipo Harley-Davidson y produjo su propia versión (fabricada por Castle Fork y Accessory Company) para combinar un peso muy ligero con una gran resistencia, horquillas que se convertirían en un elemento característico del manejo de las SS100.

## Desarrollo

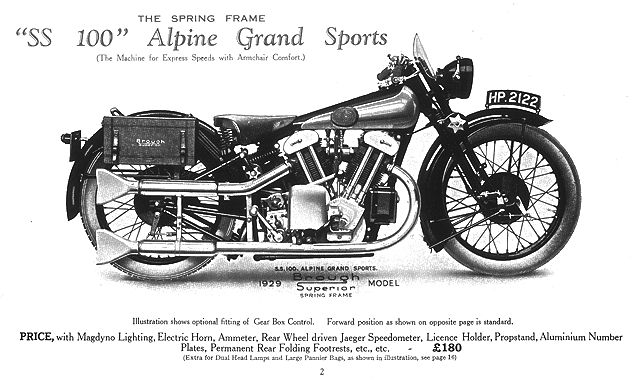
Brough Superior SS 100 Alpine Grand Sports

Después de la introducción inicial de la SS100, llegó la Alpine Grand Sport, una versión adaptada a su uso en carretera que se presentó en el Salón de la Motocicleta de 1925. En el mismo año, Brough Superior produjo un modelo capaz de alcanzar 110 mph (177 kilómetros por hora) denominado Pendine Racing (llamado así por Pendine Sands, donde Malcolm Campbell estableció una serie de récords mundiales de velocidad), diseñada con una mayor distancia al suelo.
Brough alentó a todos los propietarios a sugerir sus propias ideas para desarrollar la SS100, lo que significaba que casi todas sus motocicletas fueron construidas exclusivamente a mano y que su diseño evolucionara continuamente. La caja de cambios Sturmey-Archer se actualizó en 1929 para una incorporar una "súper velocidad" "para gestionar mejor los 50 HP (37 kilovatios) producidos por el motor de JA Prestwich Industries (JAP). En 1928, Brough introdujo la suspensión trasera y en 1934 la Alpine Grand Sport obtuvo un motor QAP con válvulas en cabeza de 75 HP (56 kilovatios) conocido como dos de todo porque disponía de dos magnetos y de dos bombas de aceite. Se introdujo un cambio de marcha en 1935 y una caja de cambios Norton de cuatro velocidades en 1936. El desarrollo de todas las Brough Superior se detuvo durante la Segunda Guerra Mundial, cuando la fábrica se dedicó al esfuerzo bélico.

## Récords mundiales
La ingeniería de la SS100 se desarrolló a través de la competición, imponiéndose en más de 50 pruebas a principios de la década de 1920. Bert le Vack, quien trabajó con Brough en el desarrollo de la moto, fue el titular de siete récords mundiales. En 1927, George Brough y Freddie Dixon lograron un récord de 130 mph (209 kilómetros por hora) en el kilómetro con la SS100 y en 1928 Brough rompió su propio récord con 130,6 mph (210,2 km/h). En 1932, Ronald Storey logró una marca de 81,08 mph (130,49 kilómetros por hora) en la media milla con salida desde parada en Brighton, y en 1939 Noel Pope consiguió el récord de la vuelta en Brooklands con una velocidad de 124,51 mph (200,38 kilómetros por hora) también en una SS100.
El 27 de abril de 2008, en el Salón de la Motocicleta de Stafford, la casa de subastas Bonhams vendió una Brough Superior SS100 de 1934 por 166.500 libras, un récord mundial y el precio más alto pagado hasta entonces por una motocicleta británica en una subasta. Un nuevo récord mundial para una motocicleta vendida en una subasta se materializó el 22 de octubre de 2010, cuando se vendió una Brough Superior SS100 de 1929 en el Museo Internacional del Motor de Haynes. La moto alcanzó un precio de 286.000 libras.

## T. E. Lawrence

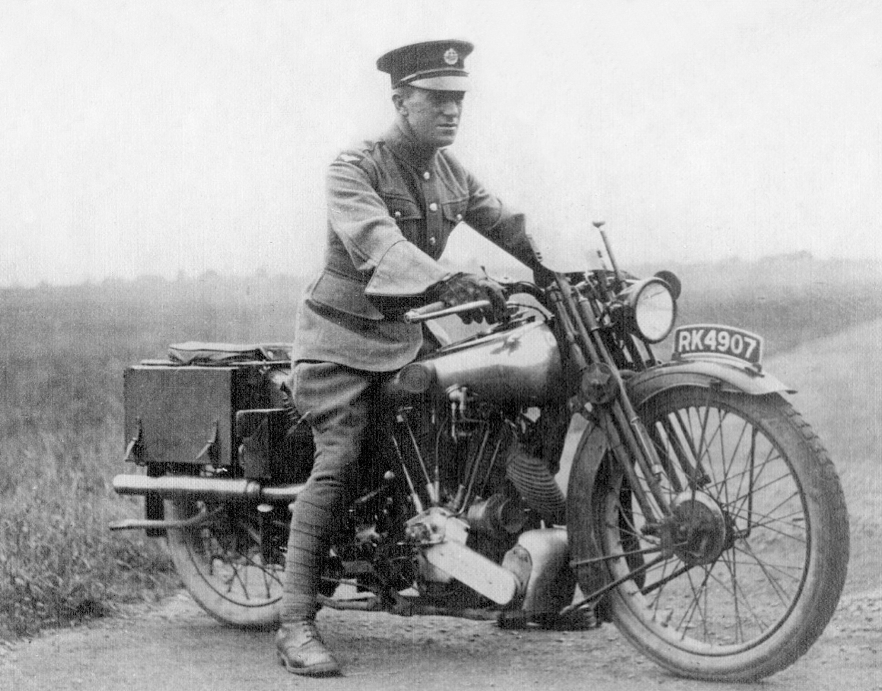
Thomas Edward Lawrence en una Brough Superior SS100

Thomas Edward Lawrence, Lawrence de Arabia, compró una de las primeras SS100 en 1925, cuando ya era propietario de tres Brough SS80. El choque que acabaría con su vida se produjo mientras montaba otra SS100, en una carretera estrecha cerca de su casa de campo en los alrededores de Wareham en 1935. El accidente fue causado por una hondonada del camino que le impidió ver a tiempo a dos niños en bicicleta. Al desviarse para evitarlos, Lawrence perdió el control de la moto y salió arrojado por encima del manillar. No llevaba casco y sufrió graves lesiones en la cabeza que lo dejaron en coma; murió después de seis días en el hospital. Uno de los médicos que lo atendió fue el neurocirujano Hugh Cairns.
A raíz de este accidente, comenzó un largo estudio de lo que suponía la innecesaria pérdida de vidas de los conductores de motocicletas debidas a lesiones en la cabeza y su investigación condujo al uso de cascos de seguridad por parte de motociclistas militares y civiles. Como consecuencia de la atención que prestó a Lawrence, Sir Hugh Cairns finalmente salvó la vida de muchos motociclistas.
La última SS100 de Lawrence (matrícula GW 2275) se construyó en 1932 y actualmente es de propiedad privada, pero ha sido prestada tanto al National Motor Museum de Beaulieu (Hampshire) como al Museo Imperial de la Guerra de Londres.

## Nueva SS100
En 2013, la refundada compañía Brough Superior dio a conocer sus planes para construir una nueva SS100 como un homenaje por el 90 aniversario del modelo más famoso de la firma. Las primeras nuevas SS100 se entregaron en 2015, siendo realizadas bajo pedido.
La nueva SS100 tiene un motor V-2 a 88° DOHC de 997 cc, desarrollado y construido con los especialistas franceses de Akira Engineering de Bayona, que produce 120 HP (89 kilovatios). Producida en la fábrica de Boxer Design en Henriette, Toulouse (Francia), la nueva SS100 está fabricada a mano. El chasis es una costosa mezcla de magnesio, titanio y aluminio con ruedas de fibra de carbono y una doble horquilla delantera. Los frenos son Behringer, una empresa aeronáutica, con frenos delanteros de cuatro discos, utilizados por primera vez en una motocicleta.

## Palmarés
| Récord                       | Récord                                    | Récord                            |
| ---------------------------- | ----------------------------------------- | --------------------------------- |
| Precedido por Cyclone V-twin | Motocicleta de serie más rápida 1925-1949 | Sucedido por Vincent Black Shadow |